# Minilimosina accinta
Minilimosina accinta är en tvåvingeart som beskrevs av Marshall 1985. Minilimosina accinta ingår i släktet Minilimosina och familjen hoppflugor.
Artens utbredningsområde är Utah. Inga underarter finns listade i Catalogue of Life.